# Им хочется погорячее
Им хочется погорячее (оhигинальное название: англ. Let Them Eat Cake, является английским переводом легендарной фразы Марии-Антуанетты «Пусть они едят пирожные»; но встречается также и с другими переводами названия на русский язык: «Некоторые любят погорячее» и «Самодуры при дворе») - это исторический чёрный комедийный телевизионный сериал (ситко́м), который транслировался на телеканале Би-би-си один в 1999 году, в России на телеканале СТС в 2003 году. В главных ролях Дон Френч и Дженнифер Сондерс.
Сериал насыщен чёрным юмором, в основном на темы насилия, секса и сексуальных извращений, «бытующих» в то время в развращённом «высшем свете» Франции.

## Сюжет
1782 год. Семь лет до французской революции. Действие разворачивается в залах Версальского Дворца. В этих залах проживает самая заносчивая, амбициозная и непреклонная женщина во Франции - графиня Коломбина де Ваче. Она насылает ужас в сердцах аристократов, распространяя и собирая самые личные слухи и секреты элиты того времени. В сериале иногда появляется прислуга графини - служанка-нимфоманка и бывшая проститутка Лизетт и раб-подхалим Боуфант. Коломбина постоянно соперничает с мадам Де Плонге. В этих конфликтах мадам Де Плонге, её всегда поддерживает наивная, но смышленая дочь Эвелин.

## В ролях
- Дженнифер Сондерс — графиня Коломбина де Ваче
- Дон Френч — Лизет
- Эдриан Скарборо — Боуфант
- Элисон Стедман — мадам Де Плонге
- Люси Панч — Эвелин  Де Плонге
- Элизабет Беррингтон — Мария Антуанетта
- Джулиан Райнд-Татт — советник Марии Антуанетты

## Эпизоды
| Название                      | Дата выхода           | Содержание |
| ----------------------------- | --------------------- | --- |
| Оспа                          | 9 сентября 1999       | Мадам Де Плонге пытается выставить в нехорошем свете пред обществом графиню де Ваче, подговорить её соблазнить одного из любовников Мадам Де Плонге . Тем временем, граф де Ваче заразился оспой и желает умереть в объятиях графини Коломбина де Ваче. |
| Убийство                      | 16 сентября 1999 года | Коломбина де Ваче теряет голову от Маркиза де ФуФу, но после её сажают под стражу после того, как маркиза находят, зверски убитым, в квартире графини.                                                                                                  |
| Портрет                       | 23 сентября 1999      | Маркиз де Сада сбежал из Бастилии. Он испытывает садистское сексуальное влечение графине Коломбине де Ваче. Между тем, известный художник хочет рисовать портрет графини Коломбины. (Приглашённые звезды Ричард Э. Грант и Мэгги Стид.)                 |
| Making Voopee                 | 30 сентября 1999      | Коломбина верит, что она беременна и думает, что король является отцом. Затем она вступает в сговор, чтобы убрать законного наследника королевской короны Франции и заменить на её собственного сына.                                                   |
| Брак по расчету               | 7 октября 1999 года   | Герцог предлагает огромные деньги тому, кто сможет предоставить ему "подставную жену", с которой он должен появиться на балу. Коломбина пытается выставить на эту роль свою сестру Сэсил (Кэти Берк).                                                   |
| The Royal Command Performance | 14 октября 1999       | Король и Королева издают указ Royal Command Performance, в котором излагаются основы наследовании престола по кровной линии, и Коломбина делает все возможное, чтобы опорочить имя мадам Де Плонге.                                                     |

## Релиз на DVD
Им хочется погорячее был выпущен в  Великобритании 5 марта 2007 года, а так же в Австралии.